# Bertrix
Bertrix (in vallone Bietris) è un comune belga di 8 164 abitanti, situato nella provincia vallona del Lussemburgo.

## Storia

### Simboli
Lo stemma rappresenta tre ferri d'asino poiché gli abitanti di Bertrix sono soprannominati baudets, gli asini. Esistono varie ipotesi riguardo alla nascita di questo soprannome: potrebbe essere stato loro attribuito dall'amministrazione austriaca, impressionata dalla loro ostinata resistenza all'occupazione; un racconto popolare invece narra che siano così  chiamati poiché uno di loro uccise un vecchio asino che aveva scambiato per una lepre; oppure si racconta che nel Medioevo ci fosse in paese un uomo molto abile nei tornei che non solo scampò all'imboscata di tre signorotti locali che erano gelosi di lui, ma li sconfisse e prese come trofeo un ferro da ciascuno dei loro cavalli e ne decorò il suo scudo che divenne poi il simbolo della città di Bertrix.